# El Progreso, Buenaventura
El Progreso är en ort i Mexiko.   Den ligger i kommunen Buenaventura och delstaten Chihuahua, i den nordvästra delen av landet, 1 500 km nordväst om huvudstaden Mexico City. El Progreso ligger 1 288 meter över havet och antalet invånare är 147.
Terrängen runt El Progreso är platt. Runt El Progreso är det mycket glesbefolkat, med 2 invånare per kvadratkilometer. El Progreso är det största samhället i trakten. Omgivningarna runt El Progreso är i huvudsak ett öppet busklandskap.